# نادي وكينغ
نادي وكينغ هو نادي كرة قدم بريطاني أٌسس عام 1889. يلعب النادي في دوري الدرجة الخامسة الإنجليزي.